# 周村东岳庙
35°28′31″N 112°37′18″E / 35.47528°N 112.62167°E
周村东岳庙位于中国山西省泽州县周村镇周村镇北高地上，已列为全国重点文物保护单位。

## 历史
周村东岳庙始建年代不详，北宋元丰五年（1083年）重修。在元灭金之战中，东岳庙曾遭严重破坏。元至元十五年（1278年）维修。明宣德二年（1427年）、隆庆四年（1570年）、天启五年（1625年）又重修。清代多次整修扩建。周围又兴建文庙、高台寺、迎祥观等寺庙，曾形成一片建筑群。今日只有东岳庙尚存。
1949年以后，东岳庙改为粮库，前廊均被封闭。2010年代修复时拆除隔墙。

## 建筑
周村东岳庙地势高峻，下有高大的台基和长长的台阶，颇为壮观。现存山门、戏台、正殿、享亭和拜亭等建筑，其中正殿和拜亭为宋代遗构，享亭为元代建筑，余为明清所建。
戏台高三层，下部两层为砖楼，顶部并列两座歇山顶亭阁，为钟、鼓楼，下部与戏台相连。
高台上并列一排五座殿宇。中央的正殿为天齐殿，供奉东岳大帝，面阔三间，进深六椽，单檐歇山顶，檐下出廊，四根方形青石柱。
拜亭亦为关帝殿，面阔三间，进深四椽，单檐悬山顶。

## 保护
2006年5月25日，周村东岳庙公布为第六批全国重点文物保护单位，古建筑类，编号6-364。